# Ed ero contentissimo
" Ed ero contentissimo " (traducido al español: " Y estaba contentísimo ") es una canción pop escrita por el cantante pop italiano Tiziano Ferro . Fue lanzado como el segundo sencillo de su tercer álbum de estudio Nessuno è solo (2006) y logró un gran éxito en Italia. Y estaba contentísimo, la versión en español de la canción, fue lanzada en España y otros países de habla hispana.

## Lista de canciones
CD y descarga digital:
1. Ed ero contentísimo
2. Y estaba contento

## Listas

### Posiciones
| Lista (2006)                    | Mejor posición |
| ------------------------------- | -------------- |
| Bélgica (Valonia) (Ultratop 50) | 33             |
| CEI (Tophit)                    | 248            |
| Europe (European Hot 100)       | 97             |
| Italy (FIMI)                    | 2              |
| Suiza (Schweizer Hitparade)     | 72             |